# Henryk Petrich
Henryk Petrich (Łódź, 10 gennaio 1959) è un ex pugile polacco.

## Palmarès

### Olimpiadi
- 1 medaglia:
  - 1 bronzo (Seul 1988 nei pesi mediomassimi)